# 中國古代術數官制
中國古代術數官制涉及兩種職官，一類為天文官，一類為卜官。天文官掌管天文觀測和曆法制定，歷代名稱不同，稱太史、司天或欽天。卜官掌管龜卜、易卦、式占等占卜技藝，名為太卜。
天文官和卜官為「禮官」之下屬，在《周禮》稱禮官為春官宗伯，秦代稱為奉常，漢代稱太常。隋代以天文官為職掌圖書的秘書省之下屬，不再隸屬於禮官。後代或沿用，將天文官置於秘書省或秘書監下，如宋代的秘書監太史局，又或者獨立編制，如唐代的司天臺、明清的欽天監。
卜官歷代或不獨立設置併入天文官內，若設置，則置於「禮官」之下。在隋唐時，為尚書省禮部太常寺下的太卜署，宋代不立卜官併入天文官中，之後各代不再設立。宋代天文官的考試內容，包含了占卜技藝，占卜、算命、風水、擇日也在天文官和流外的陰陽官的職守範圍之內。元代在地方設立了陰陽學，隸屬中央的天文官，一直沿襲至清朝。
《禮記·曲禮》是以太宰、太宗、太史、太祝、太士（正獄訟）、太卜這六個官職，同為「天官」。在《周禮》之中，太宰為天官，太宗、太史、太祝、太卜都是春官，太士為秋官。
官職以外，民間的奇能異術之士或通曉天文曆法占卜者，則以「待詔」、「待制」的使職身份，作為君王顧問，安置於翰林院、集賢院等處所，如唐朝的梁令瓚、桑道茂。

## 先秦
傳說，遠古時代的官名，太皞氏以龍名，共工氏以水名，炎帝氏以火名，黃帝氏以雲名。至少昊氏以鳥名，鳳鳥氏為曆正，其屬官為玄鳥氏司分（春分、秋分），伯趙氏司至（夏至、冬至），青鳥氏司啟（立春、立夏），丹鳥氏司閉（立秋、立冬）。
少昊氏衰，九黎亂徳，人神雜擾，顓頊受之，乃命南正重司天以屬神，命火正（一作北正）黎司地以屬民，使復舊常，無相侵瀆，是謂「絕地天通」。自顓頊以來，不能遵循以前的作法，乃就近取法，以人民之事務作為官名。其後堯復育重、黎之後，命羲仲、羲叔、和仲、和叔，欽若昊天，歴象日月星辰，敬授人時。繼承此一天數者，夏之昆吾，商之巫咸，周王室之史佚、萇弘。自周衰，官失而百職亂，戰國並爭，各有變易。
春秋時，宋有子韋，鄭有裨竈（裨灶）。戰國時齊（一作楚）有甘公，魏有石申，楚有唐眛，趙有尹皋，皆掌著天文。又魯有梓慎，善於視祲，晉有卜偃善於易占。
據《周官》，卜、史之職，以大卜（太卜）、大史（太史）為首，屬春官（禮官），春官之首為大宗伯。卜官掌龜兆、易筮、夢境、雲氣的占斷之法，以求得國事之吉凶；史官掌政令起草、政事記錄、文書（公文、契約等文件）管理，以保存典章制度。又負責觀察、記錄天象和災異，辨其吉凶，以及正歲年、頒告朔等曆法之事。
- 卜

- 大卜，下大夫二人；卜師，上士四人。卜人，中士八人，下士十有六人；府二人，史二人，胥四人，徒四十人（府、史、胥、徒為庶人之職稱）。
- 龜人：中士二人；府二人，史二人，工四人，胥四人，徒四十人。
- 菙氏：下士二人；史一人，徒八人。
- 占人：下士八人；府一人，史二人，徒八人。
- 筮人：中士二人；府一人，史二人，徒四人。
- 占夢：中士二人；史二人，徒四人。
- 視祲：中士二人；史二人，徒四人。

- 史

- 大史，下大夫二人，上士四人；小史，中士八人，下士十有六人；府四人，史八人，胥四人，徒四十人。
- 馮相氏：中士二人，下士四人；府二人，史四人，徒八人。
- 保章氏：中士二人，下士四人；府二人，史四人，徒八人。
- 內史：中大夫一人，下大夫二人，上士四人，中士八人，下士十有六人；府四人，史八人，胥四人，徒四十人。
- 外史：上士四人，中士八人，下士十有六人；胥二人，徒二十人。
- 御史：史士八人，下士十有六人；其史百有二十人，府四人，胥四人，徒四十人。

## 漢代
漢代人認為從萬事萬物的變化中得其數學之規律，能用以推測天象、國運和人事吉凶，稱「律曆之數，天地之道也」，並且出現了很多相關著作。這類著作叫做術數或數術。著名的有《漢書‧藝文志》內《數術略》，為七略之一，包括了110種著作，2558卷。《數術略》又分為天文、曆譜、五行、蓍龜、雜占、形法六類。
根據《漢書》，西漢掌管天文、術數的官職，有太史令、太史丞掌「史」，太卜令、太卜丞掌「卜」，皆為太常之下屬（太常舊名奉常，相當於《周官》掌禮儀之「春官」宗伯），太卜為武帝太初元年初置。
根據《後漢書》，東漢掌管天文、術數的官職，有太史令一人、太史丞一人，皆為太常之下屬。又有明堂丞一人、靈臺丞一人，掌守明堂、靈臺
，皆屬太史。又唐六典引《漢官》有「靈臺員吏十三人」，可見得除令、丞外，另有員吏等下屬。太史令掌天時、星曆。凡歲將終，奏新年曆。凡國祭祀、喪、娶之事，掌奏良日及時節禁忌。凡國有瑞應、災異，掌記之。靈臺（舊名清臺）掌候日月星氣。太卜於東漢時併入太史。
孫星衍所輯《漢官》還記錄有「太史待詔」三十七人，其六人治曆，三人龜卜，三人廬宅，四人日時，三人易筮，二人典禳，九人籍氏、許氏、典昌氏，各三人，嘉法、請雨、解事各二人，醫二(或作一)人。「靈臺待詔」四十一(或作四十二)人，其十四人候星，二人候日，三人候風，十二人候氣，三人候晷景，七人候鍾律，一人舍人。「待詔」是由皇帝親自徵召，具專門技藝的人，沒有正式官職。漢代徵士未有正官者，均待詔公車（公家車馬），其特異者待詔金馬門（未央宮宮門），以備顧問，如《漢書·西域傳》和《輪台詔》：「易之，卦得大過，爻在九五，匈奴困敗。公車方士、太史治星望氣，及太卜龜蓍，皆以為吉，匈奴必破，時不可再得也。」，公車方士就是待詔方士。
根據《風俗通義》，太史的官署叫做太史寺，靠近西門。靈臺則位於國都之南，又另安置在皇宮中，以互相參照。

## 唐代
根據《唐六典》記載，太史局負責制定曆法，觀象占候，紀錄災祥，漏刻計時，擊鐘鼓報時。太史局在唐朝隸屬於秘書省，經常改制，改制為「監」時不隸秘書，最後定名為司天臺無所隸屬。太史局的人員配置為：
- 太史局：

- 令二人，從五品下；（《左傳》云：「昔少昊氏以鳥紀官。鳳鳥氏，曆正也。」顓頊命南正重司天，北正黎司地；唐、虞之際，羲氏、和氏紹重、黎之後，掌天地四時之官，並太史之任也。《周官》：「太史掌建邦之六典，正歲年以序事，頒告朔于邦國。」《左傳》曰：「天子有日官。」郎太史也。《漢書百官》表太史屬太常。《茂陵書》稱：「司馬談為太史令。」後漢太史令一人，秩六百石，掌天時、星曆、祥瑞、妖災，凡歲將終，奏新年曆而已。魏因之。晉太史令，品第七，秩六百石，銅印、墨綬，進賢一梁冠，絳朝服。江左，高瑩以侍中、隙卓以義熙守、吳道欣以殿中侍御史兼領太史。宋、齊、粱、陳並同晉氏，後魏、北齊亦然。後周春官府置太史中大夫一人，掌曆家之法。隋秘書省太史曹，置太史令二人，從第七品下；煬帝三年，改太史曹為太史監，進令階為從五品。皇朝因之，改監為局。龍朔二年，改為秘書閣局，令改為秘閣郎中；咸亨元年復舊。久視元年為渾天監，不隸麟臺，其令監置一人，加至正第五品上，因加副監及丞、主簿、府史等員；其年又改為渾儀監，長安二年復為太史局，還隸麟臺，緣監置官及府史等並廢，其監依舊為令，置二人。景龍二年，又改太史局為太史監，令名不改，不隸秘書。開元二年，又改令為監；三年，加從第四品下，其一員改為少監。十四年，又改為局，復為太史令二員，隸秘書。）
- 丞二人，從七品下；（司馬彪《續漢志》云：「太史丞一人，秩二百石。」魏、晉、宋、齊皆同漢氏。梁、陳太史丞三品勳位。後魏、北齊，史失其品第。隋太史丞置二人，正第九品下。煬帝三年減一人。皇朝不置丞。久視元年改為渾儀監，始置丞二人，從七品上。長安二年又省，景龍二年復置。）
- 令史二人；書令史四人。（太史不隸秘書為府史，開元十四年復為令史也。）
- 司曆二人，從九品上；（《漢官儀》太史吏員有理曆六人。至晉，太史令吏員有典曆四人。宋、齊、梁、陳、後魏、北齊皆有典曆，並史闕其員、品。至隋，改典曆為司曆，置二人，從九品下，取左傳司曆為名。皇朝為從九品上。）
- 保章正一人，從八品上；（《周禮》春官太史屬有保章氏，「掌天星，以志星、辰、日、月之變動，辯其吉凶」。自秦、漢已來無其職。至後周，春官府置太史，其屬有保章上士、中士之職，即其任也。至隋，置曆博士一人，正九品上。皇朝因之。長安四年省曆博士，置保章正以當之，掌教曆生。）
- 曆生三十六人，（隋氏置，掌習曆。皇朝因之，同流外，八考入流。）
- 裝書曆生五人。（皇朝置，同曆生。）
- 監候五人，從九品下；（魏、晉太史令吏員有望候郎二十人、候部吏十五人，掌候天文，並監候之任也。隋初，置監侯四人，從九品下；煬帝三年，增監候為十人。皇朝因隋，置監候五人。）
- 天文觀生九十人。（隋氏置，掌晝夜在靈臺伺候天文氣色。皇朝所置從天文生轉補，八考入流也。）
- 靈臺郎二人，正八品下；（掌習知天文。周文王受命而作邑於豐，立靈臺，所以觀祲象，察氣之妖祥也。《詩》云：「經始靈臺。」鄭玄曰：「觀臺而曰『靈』者，言文王化行，似神之精明，故以名也。」《春秋傳》曰：「公既視朔，遂登觀臺以望，而書雲物。」亦其制也。其在《周官》，則馮相氏登高臺，以掌其事；漢則雜候上林清臺。後漢又作靈臺，掌候日月星氣，而屬太史；太史有二丞，其一在靈臺。漢官云：「靈臺員吏十三人，靈臺待詔四十二人。」魏太史有靈臺令丞，主候望、頒曆。晉、宋、齊，梁，陳太史皆有靈臺丞。隋太史置天文博士，掌教習天文氣色。皇朝因隋，置天文博士二人，正八品下。長安四年省天文博士之職，置靈臺郎以當之。）
- 天文生六十人。（隋氏置，皇朝因之。年深者，轉補天文觀生。）
- 挈壺正二人，從八品下；（掌知漏刻。《周禮》有夏官挈壺氏、秋官司寤氏、春官雞人氏，凡三職，咸掌其事。自漢以後，太史掌之。皇朝長安四年始置。）
- 司辰十九人，正九品下；（掌漏刻事。隋置司辰二人，從第九品下；煬帝改為司辰師，本屬武候府，大業三年隸於太史局。皇朝因之。久視元年除「師」字。）
- 漏刻典事十六人，（皇朝置，掌司漏刻之節。）
- 漏刻博士九人，（隋置，有品、秩，掌教漏刻生。皇朝降為流外也。）
- 漏刻生三百六十人，（隋置，掌習漏刻之節，以時唱漏。皇朝因之，皆以中、小男為之，轉補為典鐘、典鼓。）
- 典鐘二百八十人，（皇朝置，掌擊漏鐘。）
- 典鼓一百六十人。（皇朝置，掌擊漏鼓。）

太卜署掌卜筮之法，負責占卜之事，一為龜卜，二為五兆，三為易卦，四為式占。其民間各類事務的陰陽雜占，有九類：嫁娶、生產、曆注、屋宅、祿命、拜官、祠祭、發病、殯葬。太卜署隸屬於太常寺，其人員配置為：
- 太卜署：

- 令一人，正八品下；(《周禮》有太卜下大夫、卜師上士，掌方兆、功兆、義兆、弓兆之法；有龜人中士，掌六龜之屬，主天子卜筮之事。秦、漢奉常屬官有太卜令、丞。武帝置太卜。後漢并于太史；又靈臺待詔員有龜卜三人，易筮二人。魏、晉、宋、齊、梁、陳無其職。後魏有太卜博士，從七品下。北齊太常有太卜丞。後周有太卜下大夫、小卜上士，及又有龜占中士。隋太常寺有太卜令、丞，皇朝因之。)
- 丞二人，正九品下；(隋有一人，皇朝加置一人。)
- 卜正二人；從九品下；(隋煬帝省太卜博士，置太卜十人、卜正二十人，皇朝減置二人。)
- 卜師二十人；(隋置，皇朝因之。)
- 巫師十五人；(《周禮》有男巫、女巫，無數，其師中士。巫能制神之處位次主者。隋太卜署有男巫十六人、女巫八人。)
- 卜博士二人，從九品下；助教二人；(隋有太卜博士、助教，皇朝因之。)
- 卜筮生四十五人。(隋有卜生四十人、筮生三十人。)

太史局、太卜署為外廷朝臣，而直屬皇帝的內廷親信亦有術伎人士，隸屬於翰林院。在翰林院中，善文詞者為「翰林供奉」，又選出一部分人作「翰林學士」，別置於學士院。善卜祝、天文、佛法、丹道、棋琴書畫等術伎人士者，為「翰林待詔」。翰林待詔多從民間人士選拔，住在皇宮裡，為皇帝侍從，沒有品階，但可出任外廷各級職官。除備皇帝諮詢其術業之外，翰林待詔也可能參與曆書製作、皇家卜日及皇陵選址等事務。唐肅宗設司天臺，內置通玄院，以藝學召至京師者居之。

## 宋代
宋代天文事務分為外廷的太史局和內廷的翰林天文院。太史局舊名司天監，「元豐改制」後改為太史局，隸屬於秘書省，據《宋會要輯稿》引《兩朝國史志》，還有《宋史》卷一百六十五，司天監的人員配置如下：
- 司天監

- 監一人
- 少監一人
- 丞一人
- 主簿一人
- 春官正一人
- 夏官正一人
- 中官正一人
- 秋官正一人
- 冬官正一人
- 靈臺郎一人
- 保章正一人
- 挈壺正一人
- 禮生五人（一作四人）
- 曆生一人（一作四人）

司天監下，又設有「天文院」掌渾儀臺，「鍾鼓院」掌文德殿鐘鼓樓刻漏報時、進牌之事。「元豐改制」後，太史局下除「天文院」、「鍾鼓院」，又增設「測驗渾儀刻漏所」掌銅渾儀及鐘鼓刻漏，「印曆所」掌雕印曆書。
- 天文院

- 測驗注記二人
- 刻擇官八人
- 監生無定員
- 押更十五人
- 學生三十人

- 鐘鼓院

- 節級三人
- 直官三人
- 雞唱三人
- 學生三十六人

監及少監闕，則置判監事二人，以五官正以上充，丞、主簿及五官正以下皆守其職。掌察天文祥異、鐘鼓刻漏，寫造曆書，供諸壇祠祀，告祭告神名位版、畫日。據《宋會要輯稿》引《神宗正史·職官志》：太史局掌占天文及風雲氣候，祭祀、冠婚、喪葬，則擇所用日。其官有令、有正，有春官、夏官、中官、秋官、冬官正，有丞、有直長、有靈臺郎、有保章正，而選五官正以上、業優考深者二人為判及同判局。保章正五年、直長至令十年一遷，惟靈臺郎試中乃遷，而挈壺正無遷法。
宋代專設學士院（又名翰林學士院）以待文詞之士，翰林院則詔善天文、圖畫等伎藝之人。不久，又於翰林院中設翰林天文院(局)，而「翰林天文」為翰林天文院中天文官的專稱。翰林天文為皇帝提供天文事務的諮詢，並參與編修天文書籍、曆書製作、皇家卜日及皇陵選址等事務。翰林天文院又設有渾儀等觀察天象的儀器，與司天監/太史局互相監察。翰林天文院還有節級、監生、學生、禮生等若干員。
據《雲麓漫鈔》，尅擇官、陰陽官，為「流外」，負責陰陽占驗、擇日、葬地之事。據《舊唐書》「楚充奉山陵時，親吏韋正牧、奉天令于翬、翰林陰陽官等同隱官錢」、《地理新書》卷9 所引《耳目記》「陰陽官陳二宅相地形事」、《唐大詔令集·景陵優勞德音》卷七七「諸色行事官及齋郎禮生并陰陽官三品以上」、《唐大詔令集·景陵優勞德音》卷七七「諸色行事官及齋郎禮生并陰陽生三品以上」，則唐代已有陰陽官、陰陽生之名。
除了太史局/司天監所培養的學生，宋代亦曾用考試招募民間人士成為「額外學生」。根據《宋會要輯稿·職官·司天監·高宗紹興十年》：「今來欲權召募草澤之人。曆筭者，於《宣明》《大衍》《崇天》三經大曆內能習一經，氣節一年。三式者，試驗六壬大經、五行法、四課、三傳，決斷神將所主災福。天文者，試驗在天二十八宿，及質問天星。如試驗得中，補額外學生」。學生所學為各類算術并曆算、三式（太一、遁甲、六壬） 、天文。
據《金史》，金朝亦有類似的考試制度，「凡司天臺學生，女真二十六人，漢人五十人，聽官、民家，年十五以上、三十以下試補。又三年一次，選草澤人試補。其試之制，以《宣明曆》試推步，及《婚書》、《地理新書》試合婚、安葬，并易筮法、六壬課、三命、五星之術。」據《秘書監志》卷七，元朝「司天生」的考試制度分為五科：曆科、占候天文科 、占候三式科、推步曆算科、司辰漏刻科，其考試所列書籍，除曆法、天文、三式、推步、漏刻之各科專門經書外，還包含了婚嫁擇日/合婚、風水、周易筮法、六壬術、三命術、五星術。

## 明代
據《欽定歷代職官表 》卷三十五，明朝設有欽天監，職掌天文、曆法、占候、選地擇日、計時等事，其習業分為四科：天文、漏刻、回回、曆，其人員配置如下。另外，在洪武十七年，曾設「稽疑司」，掌卜筮之事，但沒多久就裁撤掉。其職能劃歸欽天監，由地方陰陽官負責。
- 欽天監：

- 監正一人，正五品
- 監副二人，正六品
- 主簿一人，正八品
- 春夏中秋冬官正各ㄧ人，正六品
- 五官靈臺郎八人，從七品，後革四人
- 五官保章正二人，正八品，後革一人
- 五官挈壺正二人，從八品，後革一人
- 五官監候三人，正九品，後革一人
- 五官司曆二人，從九品
- 五官司晨八人，從九品，後革六人
- 漏刻博士六人，從九品，後革五人

陰陽學是欽天監的地方下屬單位，掌管和教授各類涉及陰陽占卜的事務，其成員來自明代世襲制的行業戶籍。明代欽天監所管理的戶役有三種，陰陽戶、天文戶與回回戶，這三種戶籍的服役者為陰陽生、天文生與回回生。在明代，欽天監的官吏與地方陰陽官都必須由陰陽生、天文生充任，由欽天監考選，禮部選定，吏部奏補。至於民間從事陰陽卜卦為生，而沒有陰陽生、天文生資格者，稱為陰陽人。
鄭和下西洋隨船之官吏即包括陰陽官一員、陰陽生四名。據記載「貴和通易，善卜筮之說，國朝永樂間，五從中貴人 ( 鄭和）泛西海，入諸夷邦」，福清人林貴和因通曉陰陽而被鄭和船隊選中，專司日月星辰，掌管氣候觀測。
據明代的記載，「今郡縣所隸公署，以學名者有三，曰儒學，曰醫學，曰陰陽學。儒學自三代已然。陰陽與醫學則肇於宋，沿於元而盛於今日。」，陰陽官的職責是「統弟子員若干，若頒曆授時，挈壺警夜，使序其早晚先後之節，日月薄蝕。水旱為災，使賛其禱禳奔走之儀。有婚姻宅葬者，使卜其吉凶之。宜有左道惑世者，使息其妖誕之害。任斯職者，必通于陰陽家之術，然後為能職稱焉。」，於府設正術，州設典術，縣設訓術，正術從九品，典術、訓術皆未入流。地方陰陽官的職責除了司陰陽與風水外，也擔任鐘鼓樓的報時責任。
在明代，陰陽官和醫官的地位都不如儒生出身的官吏要高，據說「二學之長，惟供役縣庭，奔走部使，終不能以自奮，故亦不敢與抗禮。」

## 外部連結
- 欽天監與太醫院:歷代的科學研究機構 （页面存档备份，存于）